# Демидов, Николай Николаевич
Николай Николаевич Демидов (16 ноября 1995, Москва, Россия) — российский хоккеист, защитник.

## Биография
В 6-летнем возрасте начал заниматься хоккеем в подмосковном Одинцово, первый тренер Валерий Карпов. Затем продолжил тренироваться в СДЮШОР «Крылья Советов».
Сезон 2012/13 начал играть в МХК «Спартак». В первом сезоне команда завоевала серебряные медали первенства МХЛ. В сезоне 2013/14 команда стала победителем чемпионата.
В сезоне 2014/2015 играл в ХК «СКА-1946», команда завоевала серебряные медали первенства. 2015/16 — молодежная команда «Сибирские снайперы», стали бронзовыми медалистами. Сезон 2016/17 играл в команде ВХЛ «Ермак».
В 2017 году дебютировал в КХЛ в составе «Сибири». В 2017—2021 годах сыграл за «Сибирь» 167 матчей и набрал 48 очков (16+32). В плей-офф сыграл три матча. Особенно удачно Демидов сыграл в сезоне 2018/19, когда набрал 25 очков (10+15) в 47 матчах.
В ноябре 2021 года был обменян в нижегородское «Торпедо» на Антона Шенфельда.
В сезоне 2021/22 провёл 18 матчей за «Торпедо». 
В сезоне 2022/23 выступал за «Северсталь» и «Зауралье». 
С 2023 года является игроком клуба «Лада», с 2024 года — на правах аренды в «ЦСК ВВС». 

### В сборной
В 2013 году в составе юниорской сборной России принимал участие в юниорском чемпионате мира в Сочи. Признан лучшим защитником команды.

## Образование
В 2014 году окончил МЭСИ, получив диплом спортивного менеджера.